# 大佐飛山地
大佐飛山地（おおさびさんち）は栃木県北部にあり、那須連山と高原山にはさまれた山地。大佐飛山（1908m）を主峰とし、帝釈山脈と共に下野山地を形成する山塊の一つである。

## 地理
那須野が原扇状地を形成する蛇尾川の源流域となっているほか、那珂川の主な源流域の一つであり、鬼怒川や福島県の大川の水源の一部でもある。最高峰である大佐飛山への登山道などは整備されておらず、残雪期に訪れるのが一般的である。周辺は「大佐飛山自然環境保全地域」に指定されている（面積545.00ヘクタール、1981年3月16日指定）。

## 所属する山
- 大佐飛山
- 小佐飛山
- 男鹿岳 - 南会津町、日光市、那須塩原市の3市町にまたがり、標高1,777 m。日本三百名山に選ばれている。読みは、福島県では「おがだけ」、栃木県では「おじかだけ」が一般的。
- 鹿又岳
- 長者岳
- 日留賀岳

## 大佐飛山地の画像

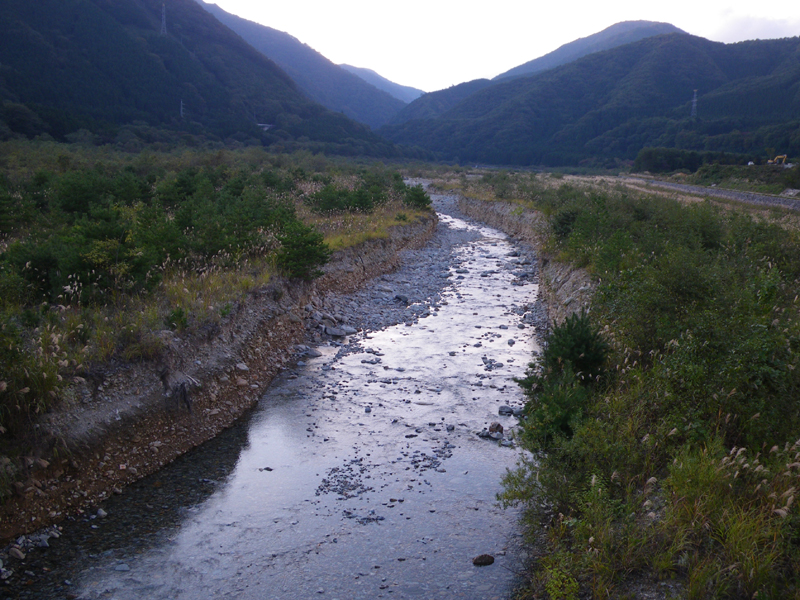
大佐飛山地を水源とする蛇尾川。
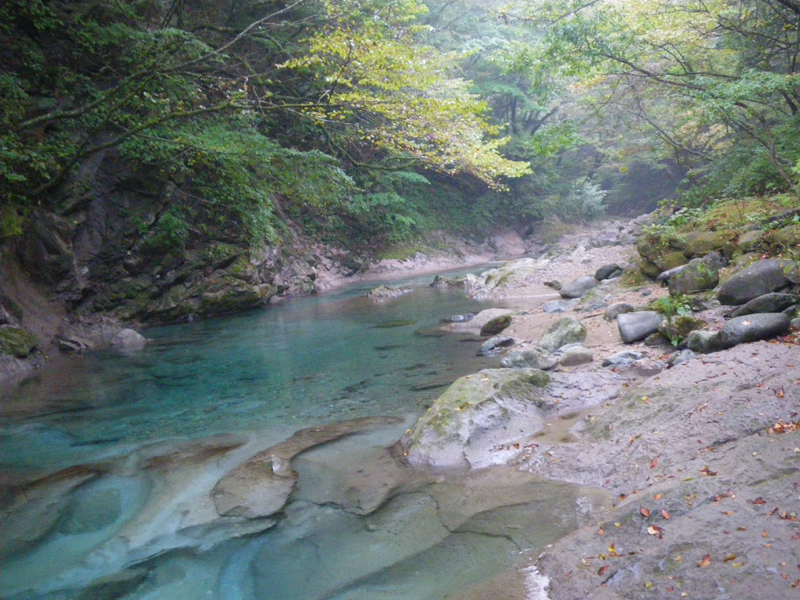
大佐飛山地を水源とする木の俣川。
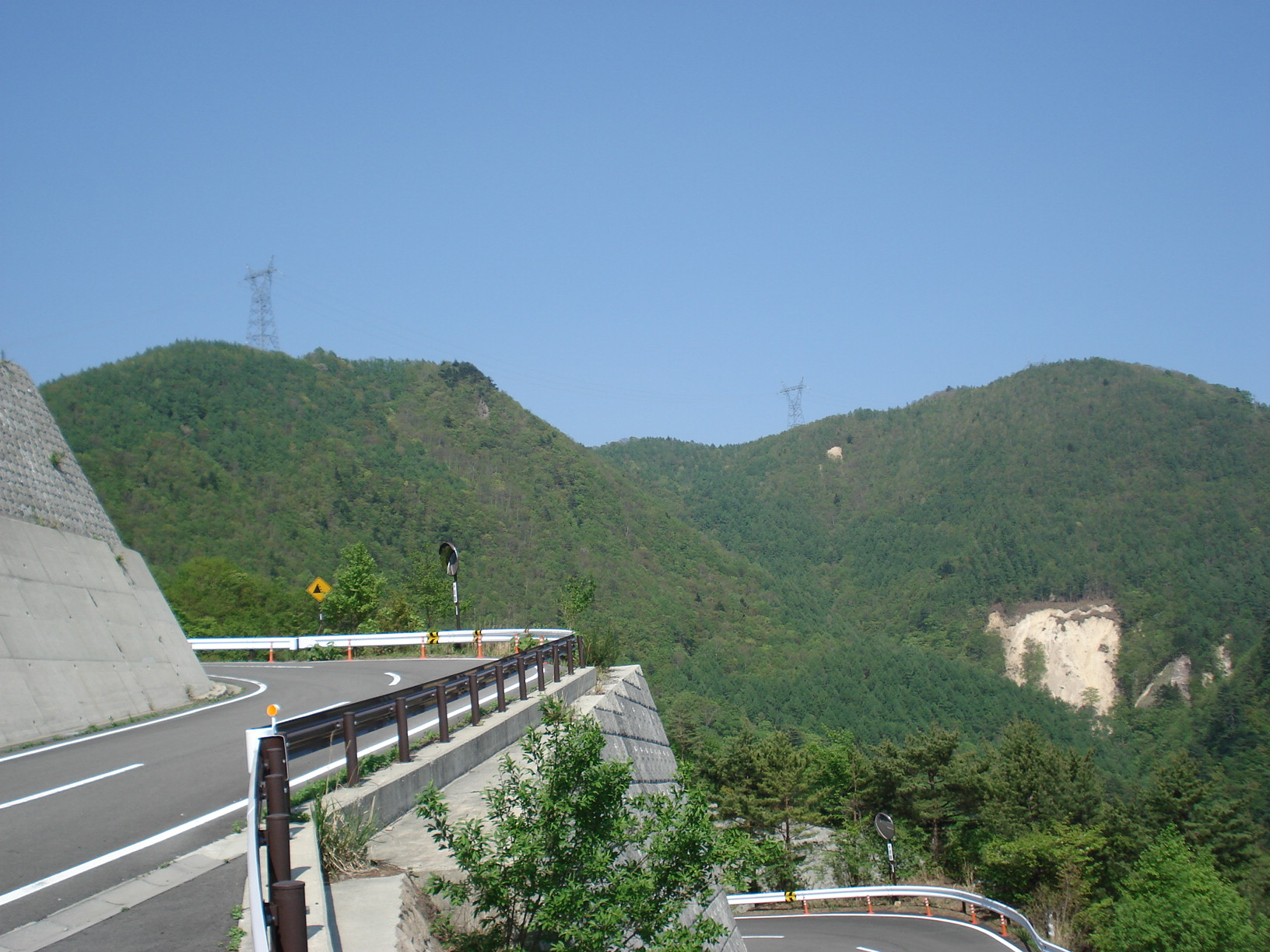
塩那道路。板室側の深山園地と塩原側の深山園地の間の区間は一度も供用されることなく自然に回帰させることとなった。
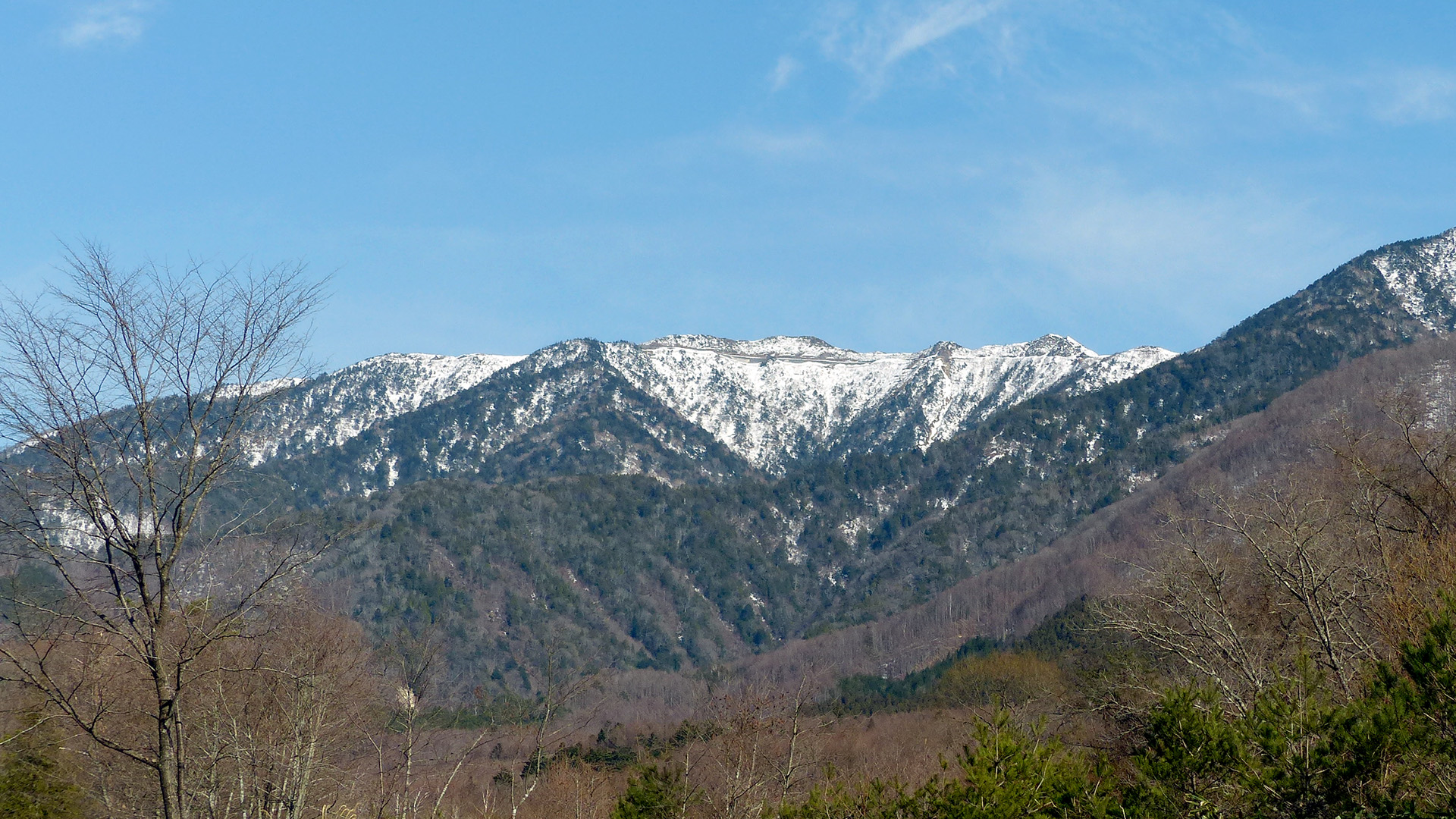
鹿又岳周辺。西側の日光市横川（国道121号沿線）から撮影。
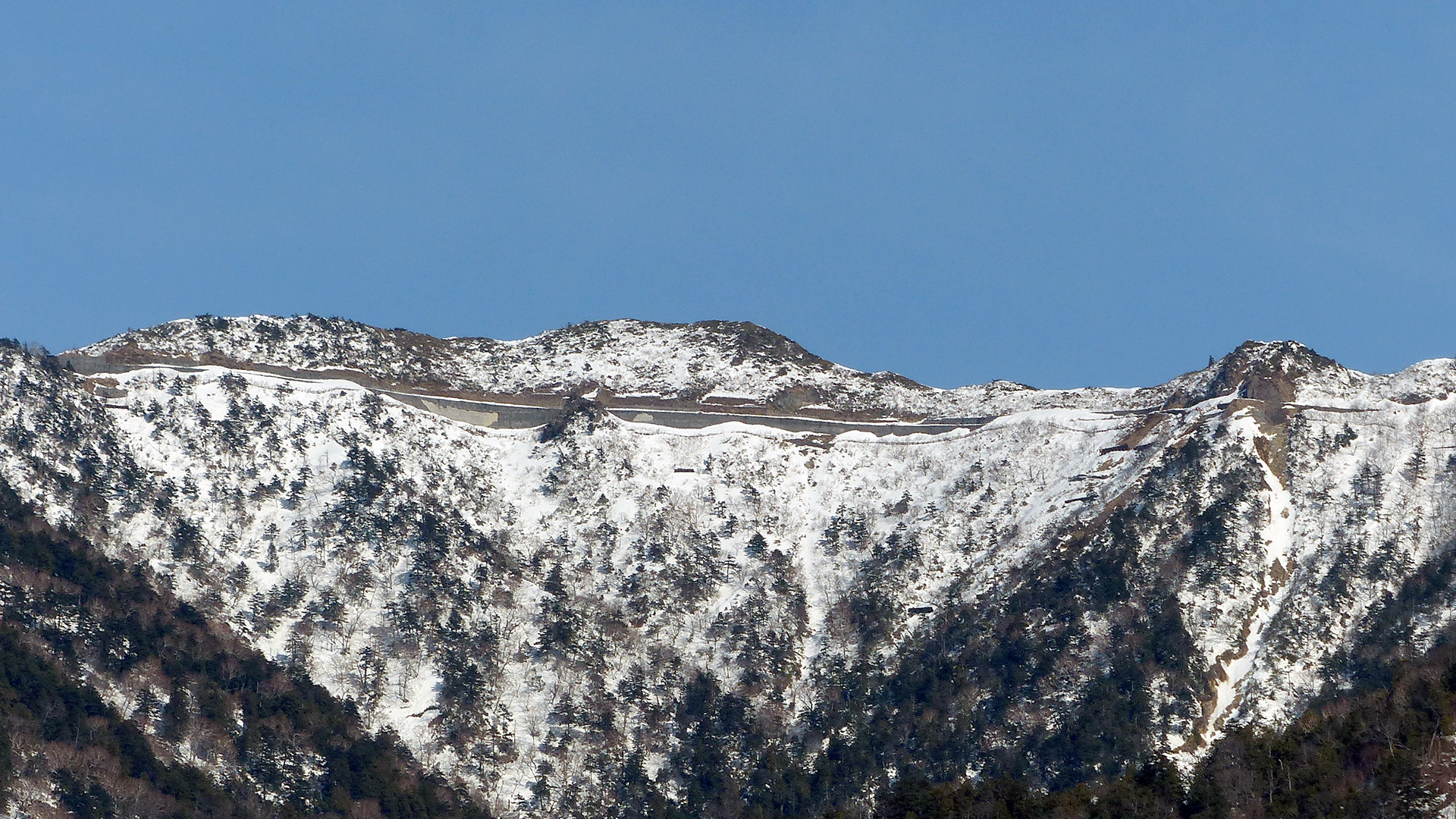
鹿又岳の山頂付近を走る塩那道路の廃道区画。
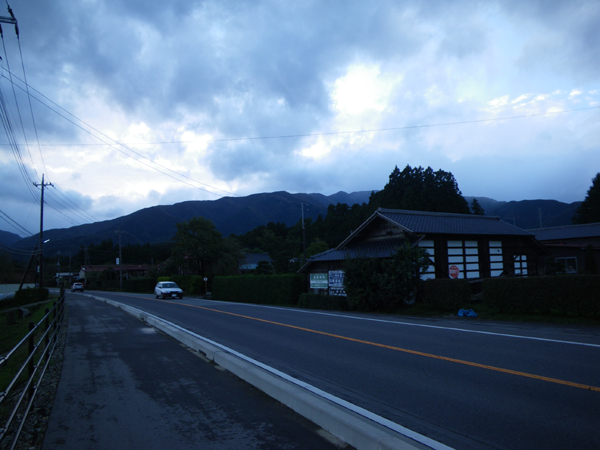
大佐飛山地の南東に面する平地を横切る横断道路。
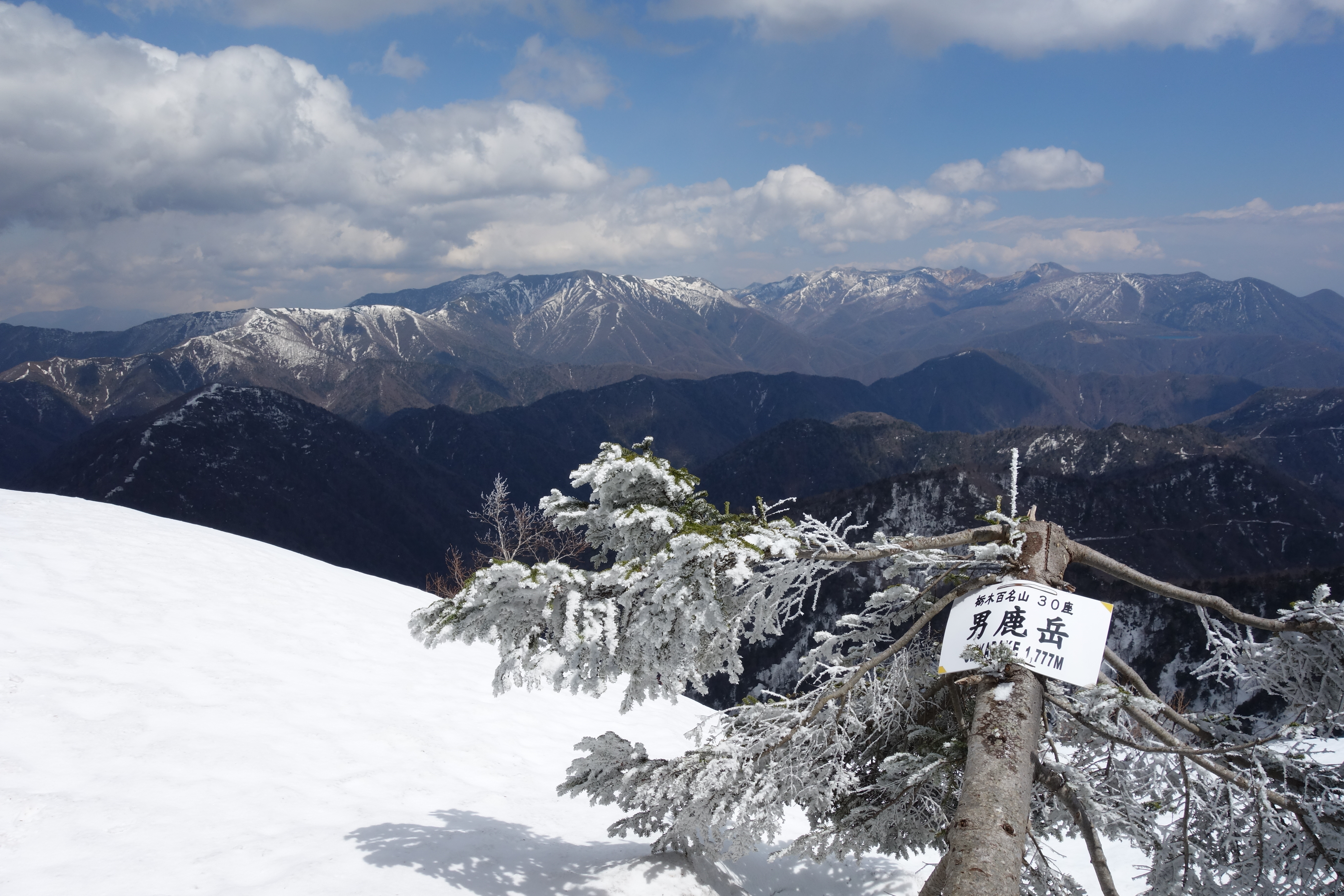
男鹿岳山頂
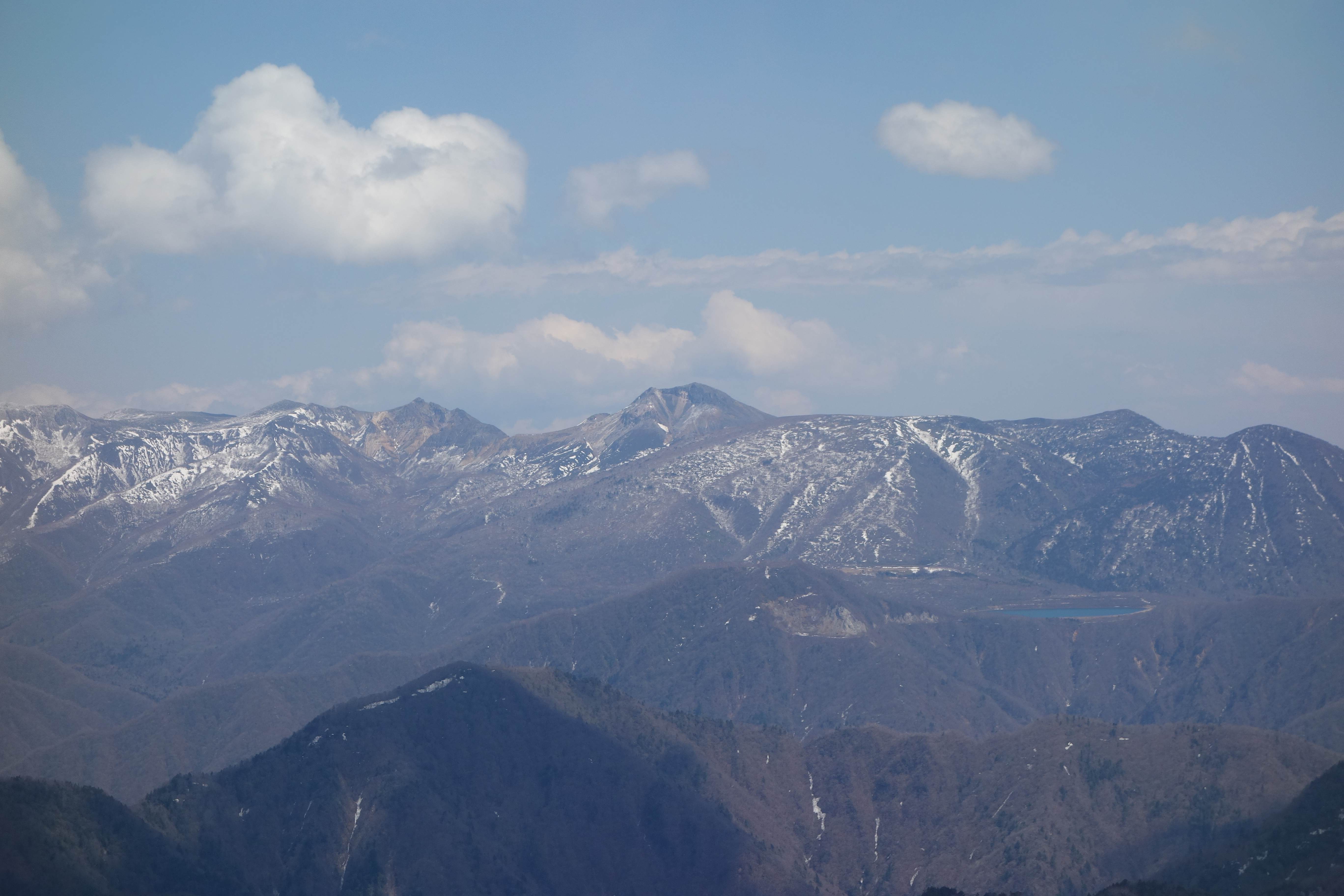
男鹿岳山頂から那須岳（茶臼岳）と沼原湿原（沼ッ原調整池）
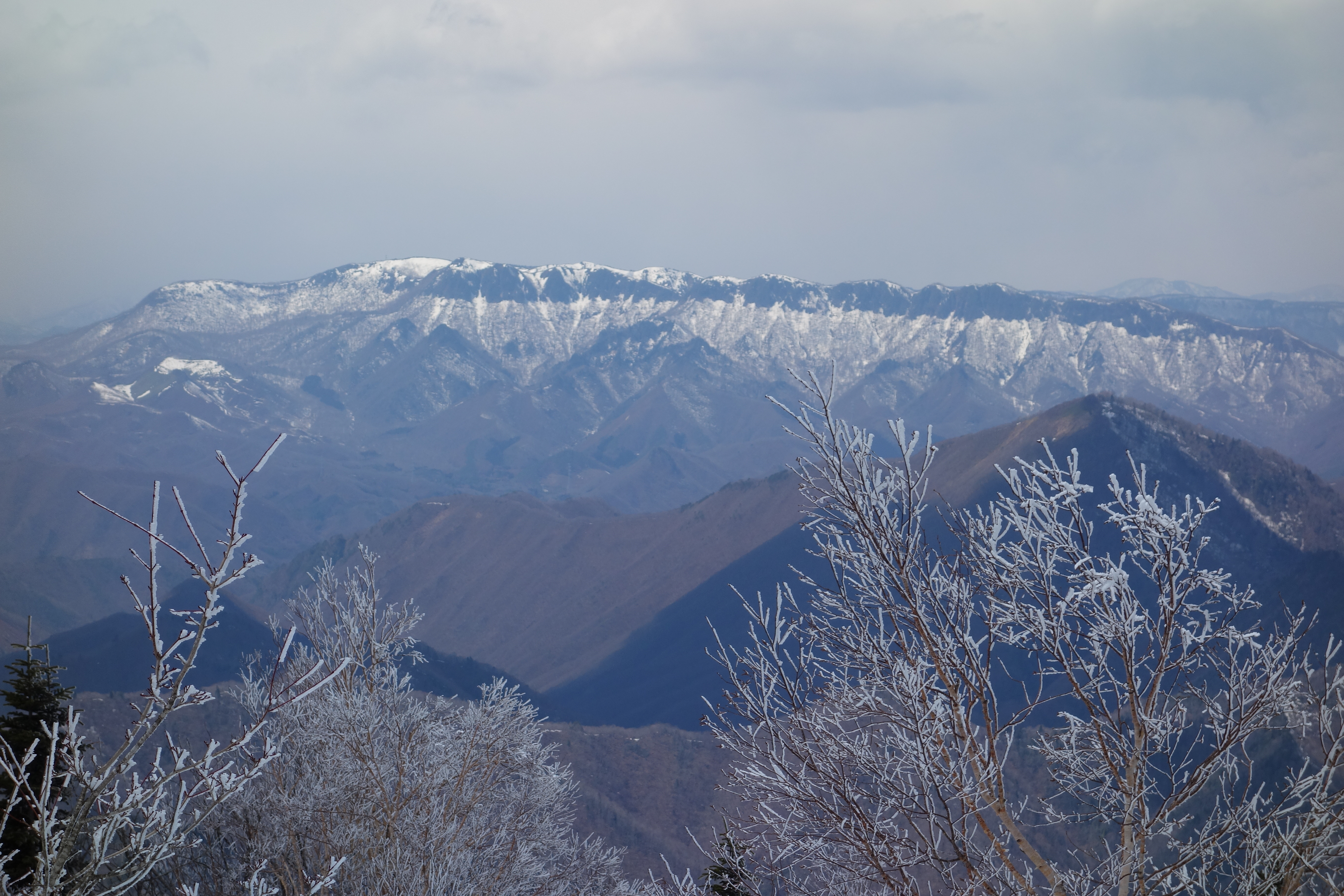
男鹿岳から見た七ヶ岳